# Regeringserklæringen 1968
Regeringserklæringen 1968 blev fremsat af justitsminister Knud Thestrup på vegne af VKR-regeringen i 30. september 1968. Erklæringen blev indført som et tillæg til den officielle justitsministerielle instruks fra 1953, der regulerede Politiets Efterretningstjeneste's (PET) virke frem til 1996, hvor en ny instruks blev udstukket. Erklæringen slog fast, at “registrering af danske statsborgere ikke længere må finde sted alene på grundlag af lovlig politisk virksomhed”. Desuden skulle allerede destruerede oplysninger af denne karakter destrueres.
PET’s daværende chef Arne Nielsen advarede i stærke vendinger mod at indskrænke PET’s muligheder for at sikre, at politisk upålidelige personer ikke fik adgang til sensitivt materiale. Ifølge forfatter Hans Davidsen-Nielsen var det netop 1968-erklæringen, der banede vejen for STASI-spionen Lenz.
I 1998 stod den tidligere PET-agent Anders Nørgaard frem på tv og fortalte, at han som agent for PET havde infiltreret Socialistisk Arbejderparti. PET erklærede samtidig, at man også efter 1968 havde fundet det nødvendigt at holde øje med en række personer og partier på den yderste venstrefløj. Disse ting førte til fornyet diskussion om, hvorvidt PET havde respekteret regeringserklæringens ordlyd om ikke at registrere alene pga. lovlig politisk virksomhed. I 1999 blev den såkaldte PET-kommission derfor nedsat af et flertal i Folketinget bestående af SR-regeringen, SF og Enhedslisten med det formål at undersøge PET’s virke under Den Kolde Krig.

## Konsekvenser
Den nye erklæring betød, at PET måtte opgive den hidtidige form for overvågning af bl.a. kommunister og medlemmer af SF og VS. DKP havde som det eneste lovlige danske parti under Den Kolde Krig erklæret sin sympati for Sovjetunionen, og PET blev i 1948 af den daværende socialdemokratiske regering anmodet om at overvåge og registere kommunistisk virksomhed. SF blev dannet i 1958 som udbryderparti af DKP, og såvel i PET som i dele af offentligheden var der bekymring om, hvorvidt der ved dannelsen af SF vitterligt var tale om et brud med DKP, eller om SF reelt også var et kamoufleret kommunistpari. VS blev blev dannet i 1967 af udbrydere fra SF, der var modstandere af partiets samarbejde med Socialdemokratiet. VS var et revolutionært parti, der havde som mål at omstyrke det borgerligt-demokratiske samfund, og PET havde medlemmer af partiet under mistanke for at planlægge at gribe til voldelige midler.
Regeringserklærignen gav desuden anledning til en omfattende udrensning i registreringer om disse persongrupper – et arbejde der vel at mærke var startet allerede i midten af 1960’erne i kølvandet af den offentlige debat om tjenestens registreringer.

## Det politiske kompromis
Regeringserklæringen var et politisk kompromis mellem de tre regeringspartier. På den ene side ønskede Konservative Folkeparti og et flertal i Venstre samt i øvrigt Socialdemokratiet ikke at indskrænke PET’s muligheder for at registrere danske borgere. På den anden side stod Det Radikale Venstre og et mindretal fra Venstre, der mente, at ingen burde registreres alene for at udøve lovlig politisk virksomhed.
Med regeringserkæringen signalerede man, at man havde indskrænket tjenestens beføjelser, og skabte på den måde ro om dens arbejde. På den anden side accepterede man indadtil, at tjenesten fortsatte sine registreringer i et vist omfang, idet man blandt regeringspartierne var enedes om en blød formulering, der lagde op til en vis fortolkning – især pga. ordet “alene”. PET måtte således fortsat registrere på baggrund af lovlig politisk virksomhed, dog ikke alene på baggrund af lovlig politisk virksomhed. De ansvarlige ministre og senere justitsministre kommenterede ikke indholdet af regeringserklæringen nærmere, hvorfor offentligheden og Folketinget fik indtryk af, at PET’s beføjelser var indskrænket mere, end tilfældet var.

## Justitsministeriets notat af 14. september 1968
PET-kommissionens fremlagde sin beretning i 2009. Denne fortalte bl.a. om et hidtil ukendt notat udarbejdet af Justitsministeriet, som i pressen blev omtalt som det hemmelige notat. Notatet er dateret 14. september 1968, dvs. 14 dage før fremsættelsen af regeringserklæringen. Det fortrolige notat beskrev ministeriets opfattelse af, hvordan regeringserklæringen skulle fortolkes. Retningslinjerne blev godkendt af Regeringens Sikkerhedsudvalg 25. september.
Notatet nævner fire personkategorier, der fortsat ville kunne registreres:
1. Personer med forbindelse til en efterforskningssag vedr. straffelovens bestemmelser om forbrydelser mod rigets selvstændighed og sikkerhed og den lovlige samfundsorden.
2. Personer med forbindelse til de i punkt 1 nævnte personer, eller til udlændinge, der formodes at udøve tilsvarende virksomhed, eller som har tilknytning til områder, hvorfra sådan virksomhed erfaringsmæssigt udøves.
3. Personer, der enkeltvis eller som medlemmer af grupper eller organisationer udøver virksomhed, der har til formål eller er egnet til at forårsage uroligheder eller omstyrte eller undergrave den lovlige samfundsorden.
4. Personer, hvis forhold i anledning af forespørgsler fra andre myndigheder har været gjort til genstand for nærmere undersøgelse i efterretningstjenesten,

Notatet blev behandlet af såvel Embedsmændenes Sikkerhedsudvalg som PET’s ledelse, der nåede frem til en ganske vidtgående fortolkning af den oprindelige regeringserklæring.  Det blev således fastslået, at kommunister fortsat kunne registeres efter punkt 1 og 2, mens de resterende venstrerevolutionære grupperinger kunne registreres i henhold til punkt 3. Ved ordet “forbindelse” under punkt 2 skulle bl.a. forstås rejser til østlande. Udtrykket “egnet til at forårsage uroligheder” gav anledning såkaldt forebyggende registreringer af grupperinger, der ikke udøvede samfundsundergravende virksomhed men alene var i stand til det. Chefen for PET, Arne Nielsen, gav desuden ordre til registrering af alle ledende medlemmer af DKP, VS samt ungdomsorganisationerne Socialistisk Ungdoms Forum og DKU. Denne registrering stod på frem til 1974.
Wamberg-udvalget, der fører tilsyn med PET og som skal underrettes om de gældende retningslinjer for tjenestens virke, blev sandsynligvis ikke underrettet om indholdet af justitsministeriets notat. Iflg. PET-kommissionens vurdering var dette i strid med udvalgets kommissorium og medvirkende til, at Folketinget fik en anden opfattelse af den gældende registreringspraksis, end den der kom til udtryk i notatet.
I adskillige svar til Folketinget har skiftende ministre i årene 1968-1987 henvist til regeringserklæringen uden at nævne den anvendte fortolkning heraf samt nævnt Wamberg-udvalget som garant for, at PET følger reglerne. I en rundspørge udført af Information blandt de nulevende danske justitsministre siden 1968 afviser alle kendskab til dette notat, med undtagelse af Bjørn Westh, Lene Espersen og Brian Mikkelsen, der ikke ønskede at svare. Knud Thestrup, der var justitsminister i 1968, døde i 1980.

## PET-kommissionens vurdering
Det er PET-kommissionens vurdering, at PET i det væsentlige fulgte regeringserklæringen, som den blev udlagt i notatet af 14. september 1968, dog bl.a. med forbehold for PET’s manglende orientering af Wamberg-udvalget. Derimod er kommissionen splittet mht. om den anvendte praksis var lovlig. Et enkelt medlem mener dels, at regeringserklæringen i sig selv er juridisk bindende og skal overholdes af PET, dels at fortolkningen i notatet var uforeneligt med erklæringen. Ændringer i forhold til regeringserklæringen skulle således være meddelt Folketinget, hvilket ikke skete, hvorfor den foretagne registrering således var i strid med regeringserklæringen. Flertallet af kommissionen mente derimod, at regeringserklæringen kun skulle opfattes som en uforpligtelse redegørelse for regerings politik, og at regeringen var indforstået med PET’s praksis.